# Thundorf (Ainring)
Thundorf ist ein Pfarrdorf in der Gemeinde Ainring im oberbayerischen Landkreis Berchtesgadener Land.

## Geschichte
Thundorf wird erstmals 930 als „Tunnindorf“ urkundlich erwähnt und bildete wohl bereits im 10. Jahrhundert einen geschlossenen Besitz des Salzburger Domkapitels.
Zum Rupertiwinkel und damit damals zum Erzstift Salzburg gehörend, wurde Thundorf bei der Säkularisation infolge des Reichsdeputationshauptschlusses von 1803 unter Ferdinand III. Teil des am 26. Dezember 1802 gebildeten Kurfürstentums Salzburg und kam danach 1805 im Frieden von Preßburg an das Kaisertum Österreich. Im Frieden von Schönbrunn fiel der Ort 1809 schließlich an das Königreich Bayern.
Im Zuge der Verwaltungsreformen in Bayern entstand mit dem Gemeindeedikt von 1818 die Gemeinde Straß, zu der auch Thundorf als Pfarrort der Gemeinde gehörte. Zum 1. Januar 1970 wurde Gemeinde Straß nach Ainring eingemeindet.

## Pfarrkirche St. Martin
Die mit Ausnahme des westlichen Turms 1920/21 abgebrochene, da zu klein gewordene Kirche stammte aus dem 15. Jahrhundert. Die Einweihung der neu erbauten Kirche erfolgte durch Erzbischof und Kardinal Michael von Faulhaber am 30. Oktober 1921.